# PP細胞
PP細胞是胰島中的一類可分泌胰多肽（Pancreatic polypeptide、PP）的細胞，只以很少比例存在，並且是胰島中數量最為稀少的一種細胞。胞體呈多邊形，具有很少細胞器和顆粒。PP細胞分泌的胰多肽主要功能是調節胰腺的內分泌及外分泌功能。例如抑制碳酸氫鹽和胰蛋白酶的分泌，不僅減輕膽囊的收縮，並且加強膽總管的緊張度，同時又抑制着胃竇和小腸的運動。